# نیره عاکف
نیره عاکف (زاده ۱۳۴۳ در مشهد) ورزشکار ایرانی رشته تیراندازی و دارنده مدال برنز پارالمپیک سیدنی در رشته تیراندازی با تفنگ بادی و تپانچه است. او نخستین زن ایرانی در تاریخ مسابقات المپیک و پارالمپیک بود که موفق به کسب مدال شد. عاکف همچنین دارنده ۲ نشان نقره و ۱ نشان برنز از مسابقات جهانی تیراندازی است. او از سال ۱۹۹۹ تا سال ۲۰۰۸ به طور پیوسته عضو تیم ملی تیراندازی ایران بود. عاکف پس از المپیک پکن برای همیشه از ورزش حرفه‌ای خداحافظی کرد.

## زندگی شخصی
نیره عاکف در ۱۳ فروردین ۱۳۴۳ در شهر مشهد و در یک خانواده پنج نفره متولد شد. او در سال ۱۳۶۱ در پی یک سانحه رانندگی دچار ضایعه نخاعی شد و برای همیشه توانایی راه رفتن را از دست داد. به گفته نیره عاکف این اتفاق زمانی رخ داد که در حال آماده شدن برای کنکور بود. او هشت سال پس از این سانحه در رشته زبان انگلیسی دانشگاه آزاد به تحصیل پرداخت اما به دلیل عدم مناسب سازی دانشگاه برای معلولین، از ادامه تحصیل انصراف داد. پس از آن به دانشگاه پیام‌ نور رفت و در رشته زبان و ادبیات فارسی تا مقطع کارشناسی تحصیل کرد. او خارج از فضای حرفه‌‌ای ورزشی یک دفتر خدمات مسافربری را اداره می‌کند. نیره عاکف در سال ۱۳۸۲ ازدواج کرد. حاصل این ازدواج یک پسر به نام امیر اردشیر است.

## ورزش حرفه‌ای
نیره عاکف پس از دیدن یک مسابقه بسکتبال معلولین در مشهد به ورزش ‌حرفه‌ای معلولین علاقه‌مند می‌شود، او در آغاز رشته‌های بسکتبال و پینگ پنگ را انتخاب می‌کند اما مدتی بعد به رشته تیراندازی روی می‌آورد و مسیر حرفه‌ای خود را در آن دنبال می‌کند. نیره عاکف در ۱۳۷۷ قهرمان تیراندازی کشور شد و در همان سال به عضویت تیم ملی تیراندازی معلولین زنان ایران درآمد. عضویت او در تیم ملی تا سال ۲۰۰۸ ادامه داشت. عاکف در ۱۹۹۹ در مسابقات جهانی تیراندازی انتخابی المپیک استرالیا و اقیانوسیه موفق شد سهمیه ورود به مسابقات پارالمپیک در رشته تپانچه بادی ماده ۵۰ متر را کسب کند. او در مسابقات پارالمپیک سیدنی (۲۰۰۰) با کسب مدال برنز تپانچه بادی اولین مدال تاریخ ورزش بانوان ایران در پارالمپیک و المپیک را به‌دست آورد. نیره عاکف از این پس چند مدال جهانی دیگر از جمله مدال برنز مسابقات آزاد اروپا (دانمارک، ۲۰۰۱) در رشته تپانچه بادی و مدال نقره انفرادی مسابقات جهانی در رشته تپانچه و یک مدال نقره و یک مدال برنز تیمی در رشته تفنگ بادی سئول (کره جنوبی، ۲۰۰۲) را کسب کرد. او در سال ۲۰۰۳ دومین حضور خود در مسابقات جهانی آزاد اروپا که در شهر مونیخ آلمان برگزار می‌شد توانست عنوان دوم این مسابقات در رشته تچانچه بادی را به دست آورد. عاکف سال‌ ۲۰۰۸ در مسابقات تیراندازی ترکیه توانست مدال نقره را از آن خود کند. او همچنین از سال ۱۳۸۰ به عضویت کمیسیون اخلاق کمیته ملی المپیک ایران در آمد. 

## خداحافظی
نیره عاکف پس از بازگشت از رقابت‌های پارالمپيک ۲۰۰۸ پکن خداحافظی رسمی خود از ورزش حرفه‌ای را اعلام کرد. او در آخرین مسابقه دوران حرفه‌ای خود در چین با قرارگیری در رده یازدهم از صعود به مرحله نهایی بازماند.

## عناوین ورزشی
- مسابقات اقیانوسیه ۱۹۹۹ (انتخابی المپیک)
- پارالمپیک سیدنی ۲۰۰۰

- مسابقات آزاد اروپا دانمارک ۲۰۰۱
- مسابقات جهانی کره جنوبی ۲۰۰۲
- مسابقات جهانی کره جنوبی ۲۰۰۲ (عنوان تیمی)
- مسابقات جهانی کره جنوبی ۲۰۰۲ (عنوان تیمی)
- مسابقات آزاد اروپا آلمان ۲۰۰۳
- مسابقات جهانی تیراندازی ترکیه ۲۰۰۲